# El Capitán Pérez
El capitán Pérez es una película de Argentina en blanco y negro dirigida por Enrique Cahen Salaberry sobre el guion de Mauricio Rosenthal y Pedro E. Pico según el cuento de Carlos Octavio Bunge adaptado por Manuel Mujica Lainez. Se estrenó el 7 de febrero de 1946 y tuvo como protagonistas a Olinda Bozán, José Olarra, Alberto Bello, Francisco de Paula y Fanny Navarro.

## Sinopsis
Para evitar los acercamientos románticos de un hombre maduro de quien su hermana mayor está enamorada, una joven se inventa un novio: el Capitán Pérez.

## Reparto
- Olinda Bozán
- José Olarra
- Alberto Bello
- Francisco de Paula
- Fanny Navarro
- Benita Puértolas
- Patricio Azcárate
- Federico Mansilla
- Darío Cossier
- Carlos Belluci
- Domingo Mania
- Miguel Coiro

## Comentarios
La crónica de El Mundo dijo:

«...apoyándose en lo convencional, el filme teje una serie de episodios y los desarrolla discretamente.»

Roland opinó «en Crítica:

«pintura de época de muy modestas proyecciones.»

Manrupe y Portela la consideraron:

«una comedia de disfraces con poco atractivo.»